# 22. december
22. december je 356. dan leta (357. v prestopnih letih) v gregorijanskem koledarju. Ostaja še 9 dni.

## Dogodki
- 1216 – papež Honorij III. potrdi dominikanski red
- 1861 – Bukarešta postane glavno mesto Romunije
- 1894 – Alfred Dreyfus zaradi domnevnega vohunstva degradiran in obsojen na dosmrtno deportacijo
- 1917 – v Brest-Litovsku se prično mirovna pogajanja med sovjetsko Rusijo in centralnimi silami
- 1941:
  - prične se konferenca v Washingtonu med ZDA in Združenim kraljestvom
  - v bosanskem mestu Rudo ustanovljena I. proletarska brigada pod poveljstvom Koče Popovića
- 1942 – Italijani v božičnih racijah aretirajo približno 1.500 Ljubljančanov
- 1943 – Francija začne prepuščati oblast Siriji in Libanonu
- 1944 – Vo Nguyen Giap postane voditelj novonastale vietnamske osvobodilne vojske
- 1948 – dokončan prototip bipolarnega tranzistorja
- 1956 – še zadnje britanske in francoske enote zapustijo Port Said
- 1961 – ljubljanska škofija je povišana v nadškofijo, Anton Vovk postane prvi nadškof
- 1972 – potres v Managui zahteva 20.000 žrtev
- 1986 – Bojan Križaj in Rok Petrovič na tekmi slaloma za Svetovni pokal v Kranjski Gori dosežeta prvo in drugo mesto
- 1989:
  - odstavljen romunski diktator Nicolae Ceaușescu
  - izdana skladba Na božično noč skupine Pop Design, avtorja pesmi Tone Košmrlj in Miran Rudan
- 1990 – Lech Wałęsa je prisegel kot poljski predsednik

## Rojstva
- 1091 – Jutta iz Sponheima, nemška opatinja († 1136)
- 1095 – Roger II., sicilski kralj († 1154)
- 1178 – cesar Antoku, 81. japonski cesar († 1185)
- 1183 – Čagataj, kan Čagatajskega kanata († 1242)
- 1300 – Hutuhtu kagan/cesar Mingzong, mongolski vrhovni kan, kitajski cesar dinastije Yuan († 1329)
- 1550 – Cesare Cremonini, italijanski filozof, aristotelovec in Galilejev rival († 1631)
- 1639 – Jean Baptiste Racine, francoski dramatik (tega dne krščen) († 1699)
- 1666 – Gobind Rai - Gobind Singh, sikhovski guru († 1708)
- 1723 – Karl Friedrich Abel, nemški skladatelj († 1787)
- 1821 – Giovanni Bottesini, italijanski skladatelj, dirigent in kontrabasist († 1889)
- 1853 – Maria Teresa Carreño, venezuelska pianistka († 1917)
- 1854 – Džokiči Takamine, japonski kemik († 1922)
- 1858 – Giacomo Puccini, italijanski skladatelj († 1924)
- 1859 – Otto Ludwig Hölder, nemški matematik († 1937)
- 1892 – Herman Potočnik, slovenski raketni inženir, vizionar († 1929)
- 1898 – Vladimir Aleksandrovič Fok, ruski fizik, matematik († 1974)
- 1900 – John Clarke Slater, ameriški fizik, kemik († 1976)
- 1909 – Metod Mikuž, slovenski zgodovinar († 1982)
- 1912 – Demetrij Žebre, slovenski dirigent († 1970)
- 1922 – Štefan Steiner, slovenski teolog in pesnik († 1981)
- 1950 – Zijah Sokolović, bošnjaški igralec
- 1954 – Jožef Muhovič, slovenski slikar in likovni teoretik
- 1958 – Marko Sosič, slovenski pisatelj in režiser († 2021)
- 1972 – Vanessa Paradis, francoska pevka, filmska igralka, manekenka
- 1979 – Petra Majdič, slovenska smučarska tekačica
- 1993 – Meghan Trainor, ameriška pevka

## Smrti
- 1100 – Břetislav II., češki vojvoda (* 1060)
- 1115 – Olaf Magnusson, norveški kralj (* 1099)
- 1204 – Fudživara Sunzei, japonski pesnik (* 1114)
- 1316 – Egidij iz Rima, italijanski teolog in filozof (* 1243)
- 1603 – Mehmed III., 13. sultan Osmanskega cesarstva in 92. kalif islama (* 1566)
- 1704 – Selim I. Geraj,  kan Krimskega kanata (*  1631)
- 1779 – Štefan Küzmič pisatelj, prevajalec, evangeličanski duhovnik Slovencev na Ogrskem (* 1723)
- 1825 – Andrej Šuster Drabosnjak, slovenski (koroški) pesnik, pisatelj (* 1768)
- 1828 – William Hyde Wollaston, angleški kemik (* 1766)
- 1880 – George Eliot, angleška pisateljica (* 1819)
- 1902 – Richard Freiherr von Krafft-Ebing, nemški psihiater, seksolog (* 1840)
- 1917 – Maria Francesca Cabrini - Mati Cabrini, ameriška svetnica italijanskega rodu (* 1850)
- 1921 – James Mooney, ameriški etnolog (* 1861)
- 1939 – Ma Rainey, ameriška bluesovska pevka (* 1886)
- 1942 – Franz Boas, nemško-ameriški kulturni antropolog (* 1858)
- 1945 – Otto Neurath, avstrijski filozof, sociolog in ekonomist (* 1882)
- 1975 – Ivan Lapajne, slovenski pedagog (* 1893)
- 1979 – Darryl Francis Zanuck, ameriški filmski režiser (* 1902)
- 1989 – Samuel Beckett, irski dramatik, nobelovec 1969 (* 1906)

## Prazniki in obredi
- V SFRJ se je ta dan praznoval kot dan JLA